# Érica Lonigro
Érica Lonigro (Rosario, Santa Fe, Argentina; 6 de julio de 1994) es una futbolista argentina. Juega como delantera y su actual equipo es Rosario Central de la Primera División Argentina.
Jugando para Rosario Central, es la máxima goleadora de los clásicos rosarinos en la liga rosarina.

## Trayectoria
Lonigro comenzó practicando en el barrio, Las Flores, con los chicos, como lo hicieron la mayoría de las mujeres que juegan al fútbol. En la escuela, aprovechaba las clases de educación física para entrenar y siempre la incluían en los equipos.

### Rosario Central
En el año 2017, decidió jugar al fútbol en un club, fue en Rosario Central. Cuando llegó a Central no tenía un puesto definido. Su puesto habitual en el terreno era de 7 (siete) hasta que la profesora Rosana Gómez le encontró una posición en la que se sintió cómoda.
En el conjunto Auriazul, Érica Lonigro fue la máxima goleadora del equipo y la máxima goleadora de los clásicos Rosarinos.
También participó del histórico preliminar de Rosario Central frente Estudiantes de La Plata, en el marco de siendo la primera vez que el fútbol femenino juega en el Gigante de Arroyito, donde Érica Lonigro, jugó de titular y a los 55 minutos del segundo tiempo marca el segundo gol para luego terminar venciendo a Estudiantes por 3 a 0.
Érica Lonigro fue una de las ocho jugadoras en firmar contrato profesional para el primer torneo semi-profesional de AFA, el Torneo Rexona 2019.
Además, fue la primera en convertir un doblete en la Primera División del fútbol femenino argentino. Fue en la victoria 5-1 a San Carlos.

### Club Sportivo Libertad/Limpeño
La jugadora durante la temporada 2021 estuvo a préstamo en el Club Sportivo Limpeño. Donde el equipo terminó en 3.ª posición tanto en los torneos Apertura como Clausura del Campeonato Paraguayo de Fútbol Femenino.

### River Plate
El 25 de enero de 2022, Lonigro fue anunciada como nueva jugadora de River Plate.

### Rosario Central (segunda etapa)
En enero de 2023 vuelve a Rosario Central tras un año a préstamo.

### Dux Logroño
En febrero de 2024 fue confirmada como refuerzo en el DUX Logroño, un equipo ubicado en la zona de La Rioja y milita en la Segunda División de España.

### Rosario Central (tercera etapa)
La delantera regresa al Canalla tras su paso por el fútbol español.

## Selección nacional
Lonigro debutó con la selección mayor de Argentina el 17 de septiembre de 2021, en una derrota amistosa contra Brasil por 3-1.

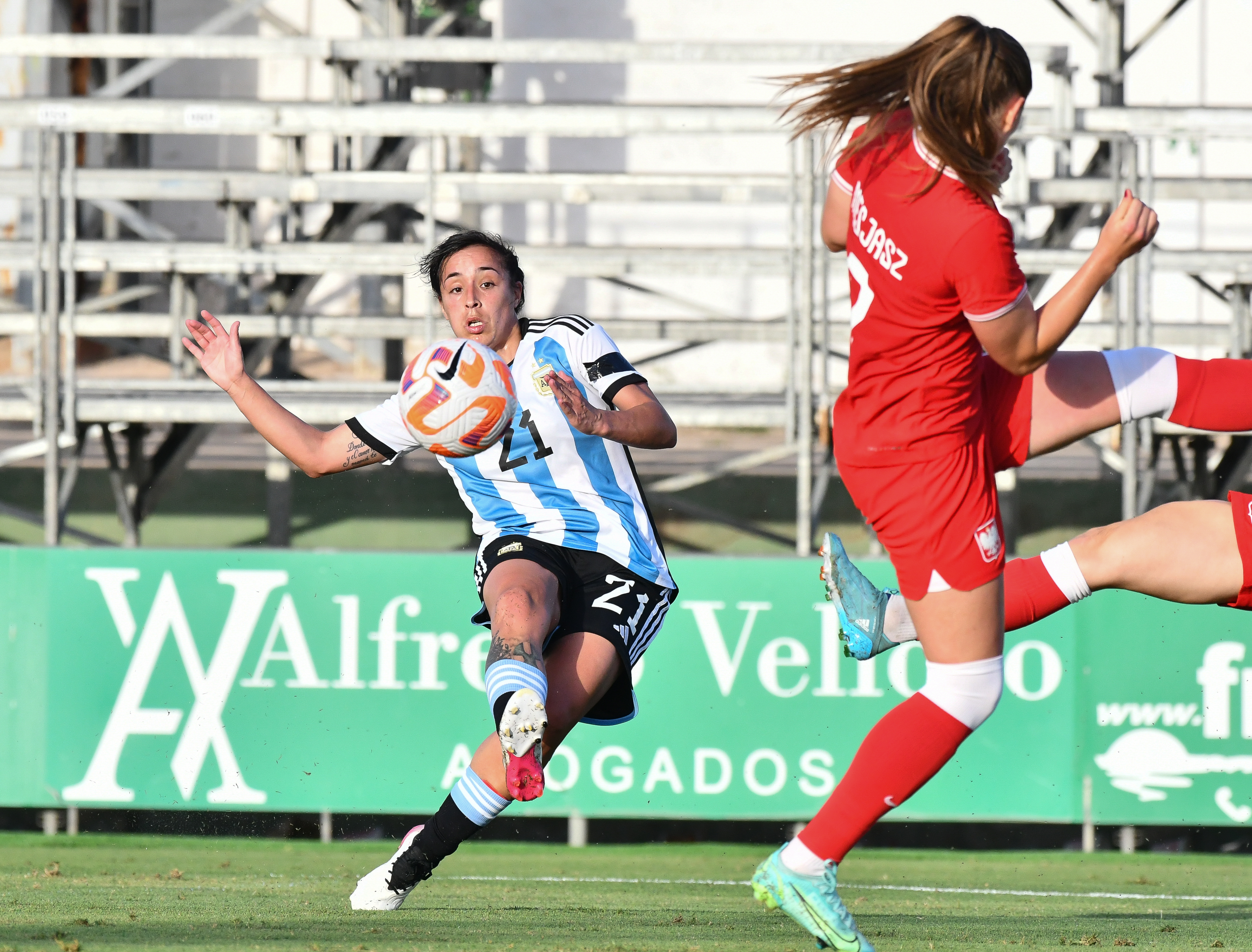
Érica Lonigro convierte ante Polonia en un amistoso disputado por la Selección Argentina en 2022.

Y formó parte del plantel que logró el tercer puesto en la Copa América Colombia 2022, donde marco un tanto frente a la Selección de Perú en la goleada por 4 a 0.
El 8 de julio de 2023 es confirmada dentro de la lista de 23 convocadas para la Copa Mundial Femenina de Fútbol de 2023, siendo este su primer mundial con el seleccionado mayor.

#### Participaciones en Copas del Mundo
| Mundial                                 | Sede                     | Resultado      | Partidos | Goles |
| --------------------------------------- | ------------------------ | -------------- | -------- | ----- |
| Copa Mundial Femenina de Fútbol de 2023 | Australia/ Nueva Zelanda | Fase de grupos | 0        | 0     |

## Clubes
| Club                           | País      | Año             |
| ------------------------------ | --------- | --------------- |
| Club Atlético Rosario Central  | Argentina | 2017-2021       |
| Club Sportivo Libertad/Limpeño | Paraguay  | 2021 - 2022     |
| Club Atlético River Plate      | Argentina | 2022 - 2022     |
| Club Atlético Rosario Central  | Argentina | 2023 - 2024     |
| Dux Logroño                    | España    | 2024 - presente |
| Club Atlético Rosario Central  | Argentina | 2024 - presente |

## Estadísticas
- Actualizado el 17 de febrero de 2020.

| Club                      | Temporada | Div. | Liga  | Liga  | Total | Total | Prom. |
| Club                      | Temporada | Div. | Part. | Goles | Part. | Goles | Prom. |
| Rosario Central Argentina | 2019-20   | 1.º  | 29    | 24    | 29    | 24    | 0,82  |
| ------------------------- | --------- | ---- | ----- | ----- | ----- | ----- | ----- |

### Tripletes
| Lista de partidos en los que anotó tres o más goles | Lista de partidos en los que anotó tres o más goles | Lista de partidos en los que anotó tres o más goles | Lista de partidos en los que anotó tres o más goles | Lista de partidos en los que anotó tres o más goles | Lista de partidos en los que anotó tres o más goles | Lista de partidos en los que anotó tres o más goles |
| N.º                                                 | Fecha                                               | Estadio                                             | Partido                                             | Goles                                               | Resultado                                           | Competición                                         |
| --------------------------------------------------- | --------------------------------------------------- | --------------------------------------------------- | --------------------------------------------------- | --------------------------------------------------- | --------------------------------------------------- | --------------------------------------------------- |
| 1                                                   | 13 de octubre de 2019                               | Ciudad Deportiva de Rosario Central, Argentina      | Rosario Central - Platense                          | Anotado · Anotado · Anotado                         | 4 - 0                                               | Torneo Rexona                                       |
| 2                                                   | 3 de noviembre de 2019                              | Ciudad Deportiva de Rosario Central, Argentina      | Rosario Central - Racing Club                       | Anotado · Anotado · Anotado                         | 4 - 2                                               | Torneo Rexona                                       |
| ?                                                   | 8 de mayo de 2021                                   | Estadio Alfredo Ramos, Argentina                    | Comunicaciones - Rosario Central                    | Anotado · Anotado · Anotado                         | 1 - 6                                               | Apertura 2021                                       |

## Palmarés
| Título       | Club        | País      | Año  |
| ------------ | ----------- | --------- | ---- |
| Copa Federal | River Plate | Argentina | 2022 |